# Flughafen Jamnagar

i8
i11
i13
Der nur ca. 21 m hoch gelegene Flughafen Jamnagar (englisch Jamnagar Airport, IATA-Code: JGA, ICAO-Code: VAJM) ist ein militärisch und zivil genutzter Flughafen nur ca. 7 km (Fahrtstrecke) westlich des Stadtzentrums der Großstadt Jamnagar im nordwestindischen Bundesstaat Gujarat.

## Geschichte
Ein Militärflughafen existierte bereits in den 1950er Jahren. Später wurden auch zivile Charterflüge abgewickelt. Erst in den 1990er Jahren wurde der regelmäßige Zivilflugverkehr aufgenommen.

## Flugverbindungen
Derzeit bestehen tägliche bzw. zweimal wöchentliche nationale Verbindungen mit Düsenflugzeugen nach Mumbai, Bangalore und Hyderabad.

## Sonstiges
- Betreiber des Flughafens sind die Indian Air Force und die Airports Authority of India.
- Die beiden Start- und Landebahnen haben jeweils eine Länge von ca. 2510 m und sind mit ILS ausgestattet.